# Aresceutica morogorica
Aresceutica morogorica is een rechtvleugelig insect uit de familie veldsprinkhanen (Acrididae). De wetenschappelijke naam van deze soort is voor het eerst geldig gepubliceerd in 1954 door Dirsh.
1. ↑  (en) Aresceutica morogorica op de IUCN Red List of Threatened Species.